# Toto
Toto — американская рок-группа, исполняющая прогрессивный рок, поп-рок, хард-рок и софт-рок. Первоначально в состав коллектива входили Дэвид Пейч (вокал, клавишные), Стив Люкатер (гитара, вокал), Бобби Кимболл (вокал), Стив Поркаро (клавишные), Джефф Поркаро (ударные, перкуссия) и Дэвид Хангейт (бас-гитара).
Группа была образована в Калифорнии в 1977 году. Коллектив сумел органично соединить прогрессивный рок, ритм-энд-блюз и хард-рок, сплав которых и был представлен в дебютном альбоме под названием Toto, а также освоить такие направления как соул, фанк и джаз. Пик популярности Toto пришёлся на конец 1970-х — начало 1980-х годов.
Композиция «Hold the Line» с дебютной пластинки стала первым коммерчески успешным синглом группы, а в 1982 году был издан самый удачный в этом отношении альбом коллектива — Toto IV, благодаря которому группа была номинирована на «Грэмми» в номинации «Открытие года». Toto получили «Грэмми» в номинациях «Альбом года» и «Запись года», а песни с Toto IV — «Africa» и «Rosanna» — долгое время царили в эфире американских радиостанций. Пластинка стала трижды «платиновой» в США, и «золотой» — в Великобритании. Последующие релизы группы не смогли повторить этого успеха. Коллектив Toto также написал музыку, вошедшую в саундтрек фильма Дэвида Линча «Дюна» (1984).
Несмотря на смерть барабанщика Джеффа Поркаро в 1992 году, Toto продолжали гастролировать и записывать альбомы до 2008 года, когда группа объявила о своём распаде и полном прекращении деятельности. В 2009 году группа была включена в Зал славы музыкантов. В 2010 году Toto воссоединились. Группа выпустила 14 студийных альбомов и продала более 40 миллионов пластинок по всему миру. В 2019 году Тоtо объявили о длительном перерыве после своего последнего 40-летнего тура. В октябре 2020 года группа объявила, что гитарист и один из основателей Стив Люкатер и давний вокалист Джозеф Уильямс вернутся к гастролям в качестве Toto в туре 2021 года «Dogz of Oz» и на онлайн-концерте 21 ноября 2020 года из-за пандемии COVID-19.

## История группы

### 1977—1981: Ранние годы

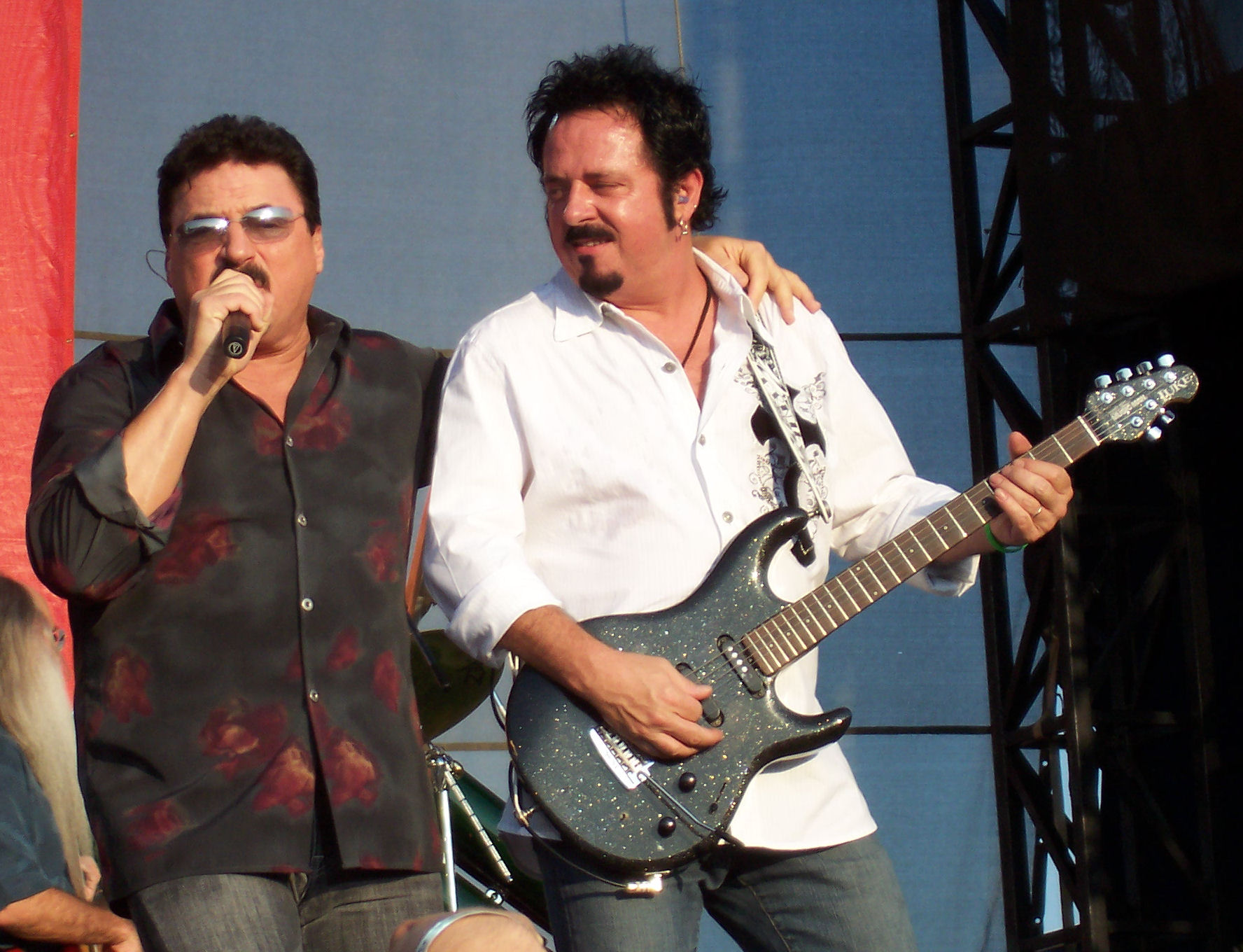
Бобби Кимболл и Стив Люкатер в 2007 году.
Успех к группе пришёл моментально, после того как «Hold the Line» стал хитом, Toto впервые зазвучали на радио. «Я спал, — говорит Кимболл. Я поставил будильник пораньше, так как мы собирались создать промо. Я позвонил Пейчу по телефону, а он тем временем пытался включить радио». Стив Люкатер вспоминал об этом так: «Я сидел в своём доме один с маленькой слезой в моём глазу. Мы появились на радио в Лос-Анджелесе».

В 1976 году школьные друзья барабанщик Джефф Поркаро, сын известного перкуссиониста Джо Поркаро, и клавишник Дэвид Пейч, сын не менее известного пианиста, композитора и дирижёра Марти Пейча, работавшие сессионными музыкантами, решили создать собственную команду. К этому их подтолкнул успех альбома Скэгза Silk Degrees (1976), в записи которого Джефф и Дэвид приняли участие. Они позвали ещё одного школьного приятеля, гитариста Стива Люкатера, а Джефф привёл своего младшего брата, клавишника Стива Поркаро, который занял место у синтезатора. Из состава, работавшего над Silk Degrees, приглашение получил басист Дэвид Хангейт. Проблема отсутствия профессионального вокалиста была решена, когда к группе присоединился певец из Луизианы Бобби Кимболл. Таким образом, коллектив был укомплектован, и в 1977 году его основатели подписали контракт с лейблом Columbia Records.
Сразу после образования группы Дэвид Пейч приступил к записи материала, который лёг в основу первого альбома. Участники оригинального состава Toto славились мастерством по части студийной работы, а в своём звучании коллектив соединил прогрессивный рок, ритм-н-блюз и хард-рок. С готовым материалом для альбома музыканты пришли в студию. Джефф Поркаро написал слово Toto на коробках с демозаписями группы, чтобы их можно было легко обнаружить. Он объяснил, что это слово на латинском языке означает «целый». В итоге пластинка получила такое название, оно же закрепилось и за самим коллективом.
В 1978 году группа выпустила дебютный альбом под названием Toto. Первый сингл с него, «Hold the Line», написанный Дэвидом Пейчем и спродюсированный самим коллективом, был издан в том же году и поднялся до третьей позиции в Швеции, в США композиция заняла пятую строчку в чартах. Последующие синглы «I’ll Supply the Love» и «Georgy Porgy» тоже оказались довольно успешными: «Georgy Porgy» в Новой Зеландии добрался до одиннадцатой позиции, а «I’ll Supply the Love» — до двадцать девятой. Сам альбом также пользовался спросом, и был замечен в хит-парадах Швеции, где занял пятое место, а также Нидерландов, Норвегии и Новой Зеландии. Выпустив дебютный альбом, группа установила своеобразные стандарты в рок и поп-музыке. На песни «Hold the Line», «I’ll Supply the Love» и «Georgy Porgy» режиссёром Майклом Коллинзом были сняты видеоклипы: в отличие от первых двух, клип на «Georgy Porgy» представлял собой всего лишь концертную запись.
Альбом был сертифицирован как платиновый Канадской ассоциацией звукозаписывающих компаний, в США в 1978 году он стал платиновым дважды.
В 1979 году Toto выпустили второй студийный альбом под названием Hydra, его звучание оказалось несколько более жёстким по сравнению с дебютным. Он не смог повторить успеха своего предшественника, хотя и попал в хит-парады, где оказался далеко за пределами лучшей двадцатки, но в Норвегии неожиданно занял первое место.
Сингл «99» поднялся до одиннадцатой строчки в Новой Зеландии, а в США обосновался на двадцать шестом месте. На создание этой композиции музыкантов Toto вдохновил фильм Джорджа Лукаса «THX 1138», где людей вместо имён называли по номерам. Остальные синглы из альбома — «St. George and the Dragon» и «All Us Boys» — в хит-парады не попали. В США альбом Hydra стал золотым.
Испытав разочарование от приёма, оказанному пластинке Hydra, группа, тем не менее, продолжила движение в сторону ещё более жёсткого звучания. Следующий, третий по счёту альбом Turn Back был гораздо жёстче первых двух работ и на радиоротацию не попал. К тому же, несмотря на виртуозное исполнительское мастерство, в очередной раз продемонстрированное музыкантами, на Turn Back им не удалось добиться цельного индивидуального звучания, и альбом полностью провалился. По мнению критиков, его прослушивание не оставляет никаких впечатлений, а композиции не запоминаются.

### 1982—1983:Toto IV. Успех

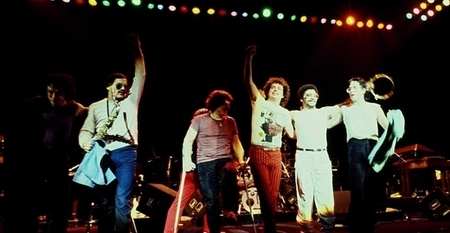
Toto в 1982 в Лондоне

1982 год стал самым успешным в истории группы. Из прошлых неудач были сделаны выводы, и коллектив, сменив творческие ориентиры, со своим новым альбомом Toto IV, вышедшим в апреле, добился невероятного и неожиданного, даже для самих музыкантов, успеха. Первый сингл из нового альбома, «Rosanna», написанный Дэвидом Пейчем, добрался до второго места в Норвегии и до третьего в Швейцарии. На родине группы он поднялся до второй строчки в Billboard Hot 100, где песня находилась в течение пяти недель, что стало почти беспрецедентным для 80-х случаем. Второй сингл «Make Believe» попал на тридцатое место в хит-параде США. Третий сингл из альбома, «Africa», написанный Дэвидом Пейчем и Джеффом Поркаро, возглавил американский хит-парад Billboard Hot 100 и попал в топ-10 в Австрии, Нидерландах, Бельгии, Новой Зеландии и Швейцарии. На написание этой песни Пейча вдохновил документальный фильм об Африке, в котором рассказывалось о многочисленных страданиях населения континента: и в тексте песни также есть отсылка к тому, что в Африке голодают миллионы людей. Один музыковед заявил, что ритм композиции может быть похож на одну мелодию, которую играют в Мали. Четвёртым синглом из альбома стала композиция «I Won’t Hold You Back», оказавшаяся на первой строке в американском чарте Hot Adult Contemporary Tracks. Также группа выпустила композицию «Waiting for Your Love» синглом, а «Afraid of Love» — промосинглом. В том же 1982 году Стив Поркаро участвовал в записи альбома Thriller певца Майкла Джексона, написав композицию «Human Nature» для него в соавторстве с Джоном Беттисом.
Альбом Toto IV неплохо ротировался в чартах, в американском чарте Billboard 200 он попал на восьмое место; что было большим достижением для группы по сравнению с предыдущими дисками Toto, Hydra и Turn Back. Альбом был сертифицирован как платиновый в США, где он стал вторым платиновым диском после Toto. После продажи 200 000 копий Toto IV получил второй платиновый статус от Канадской ассоциации звукозаписывающих компаний, а также он стал платиновым во Франции. В Великобритании пластинка стала золотой.
С мая по ноябрь 1982 года группа устроила турне Toto IV Tour в поддержку альбома. Однако басист Дэвид Хангейт не смог принять в нём участие, так как, став отцом, должен был больше времени уделять семье. Вместо него в турне поехал ещё один брат Джеффа, Майк Поркаро, оказавшийся отличной заменой выбывшему Хангейту. Три клипа на песни «Rosanna», «Africa» и «Waiting for Your Love» были сняты уже с новым басистом. В музыкальном клипе на песню «Rosanna» задействованы множество танцоров, среди которых актриса Синтия Родс, в качестве главной героини, и актёр Патрик Суэйзи. Режиссёром этого ролика, а также клипа на песню «Africa», действие которого происходит в библиотеке, выступил ирландский клипмейкер Стив Бэррон.
В 1983 году тиражи Toto IV достигли миллиона копий. Благодаря успеху альбома и сопутствующих синглов, Toto были представлены в ряде номинаций премии «Грэмми» и выиграли шесть из них, включая самые престижные: «Лучший альбом» и «Запись года», а также номинацию «Продюсер года». В одной из ключевых номинаций, «Песня года», «Rosanna» всё же уступила композиции «Always on My Mind» от ветерана кантри Вилли Нельсона, однако группа установила рекорд по количеству статуэток «Грэмми», полученных на одной церемонии. Ещё одна, седьмая статуэтка досталась Стиву Люкатеру, как одному из авторов песни «Turn Your Love Around», исполненной Джорджем Бенсоном и признанной лучшей в жанре ритм-н-блюз.

### 1984—1985:IsolationиDune

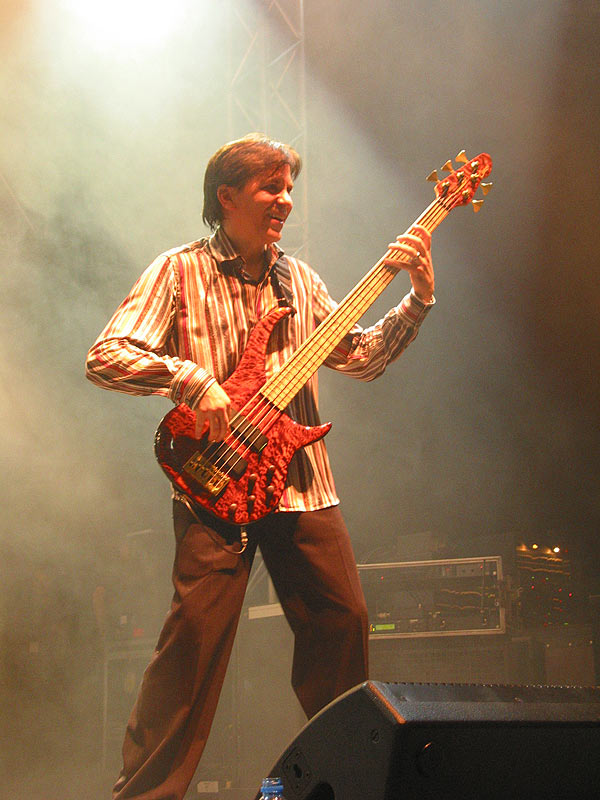
Бас-гитарист Майк Поркаро

К тому моменту, как Toto получили всеобщее признание и оказались на вершине успеха, в студии уже полным ходом шла работа над пятым студийным альбомом группы. Однако в коллективе назревали разногласия. По воспоминаниям вокалиста Бобби Кимболла, все музыканты в большей или меньшей степени принимали наркотики, причём сам Кимболл был среди первых. Кимболла уволили из группы, Toto лишились поддержки CBS Records, а более чем наполовину готовый материал нового альбома пришлось переписывать с другим вокалистом, которого ещё предстояло найти.
Поркаро заявил, что им нужен великий исполнитель, и притом идеально подходящий для группы. Предложение отправили Ричарду Пейджу из Mr. Mister, но тот отказался. В итоге Кимболл был заменён на Ферги Фредериксона из группы Le Roux, и в 1984 году работа над альбомом возобновилась.
Участники группы понимали, что повторить успех Toto IV и «Rosanna» теперь будет крайне сложно. Музыканты вместе со своими менеджерами Лэрри Фитцджеральдом и Марком Хэртли, администратором Крисом Литтлтоном и рекламным агентом Джейн Хоффман обсудили дальнейшие планы коллектива.
«Новый альбом — это часть нашего абсолютно нового контракта, который мы заключили после таких хороших продаж Toto IV. Мы составили новый план наступления, на следующие пять лет».Стив Поркаро
Однако обстоятельства сложились так, что работу над альбомом опять пришлось прервать на несколько месяцев, на этот раз ради записи инструментального саундтрека Dune к одноимённому фильму Дэвида Линча. Бюджет фильма составил более 40 миллионов долларов, все музыкальные темы к нему были написаны участниками Toto, за исключением одной, авторства Брайана Ино.
«Мы попробовали написать огромное количество музыки, какой никто не ожидал. Вероятно, это было самое лучшее из всего, что мы когда-либо делали. Хотя, я думаю, что многие были расстроены тем, что материал не ориентирован на поп-музыку. Каждый день нам кто-нибудь говорил „А как насчёт того, чтобы добавить вокал?“ Но мы твёрдо стояли на своём и в итоге победили.»Стив Поркаро
Продюсеры фильма, по мнению Поркаро, остались довольны результатом, хотя и получили не совсем то, на что рассчитывали, привлекая в свой проект Toto. В конце 1984 года было издано сразу два альбома группы. Первый, номерной, под названием Isolation, вышел в ноябре. Саундтрек Dune появился в продаже в декабре.
По звучанию Isolation оказался тяжелее предыдущего альбома, группа снова начала играть хард-рок, однако на этот раз эксперименты с ним оказались более удачными. Успеха Toto IV новый альбом не повторил, но пришёлся по вкусу фанатам, став золотым. В Норвегии и Швеции, где Toto пользовались стабильной популярностью, диск попал на восьмое место. Сингл «Stranger in Town» продавался вяло, и попал лишь в американский хит-парад на тридцатое место, хотя благодаря видеоклипу c Брэдом Дурифом Toto были представлены на MTV Video Music Awards в номинации Best Art Direction. Новый вокалист группы, Ферги Фредериксон, появился в клипе в роли жертвы убийства.
В поддержку альбома был проведён трёхмесячный тур, стартовавший в феврале 1985 года. Гастроли начались в Австралии и Японии, а продолжились в США и Европе. В том же году Стив Поркаро и Дэвид Пейч в составе благотворительного мегапроекта USA for Africa записали песню Майкла Джексона и Лайонела Ричи «We Are the World». Все средства от продажи сингла были направлены на нужды голодающих Эфиопии.

### 1986—1988:FahrenheitиThe Seventh One

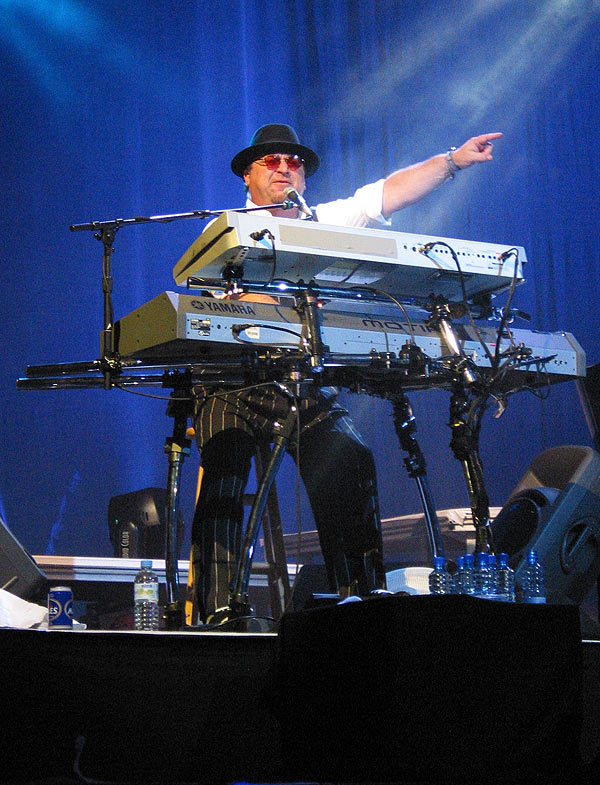
Клавишник группы — Дэвид Пейч

Ферги Фредериксон совсем недолго продержался в коллективе и после довольно скромного успеха Isolation, в начале 1986 года, был заменён на певца Джозефа Уильямса, сына выдающегося американского дирижёра и композитора Джона Уильямса. По словам Люкатера, причиной замены стали проблемы с Фредериксоном в процессе студийной работы над пластинкой. Очередной альбом участники группы хотели сделать похожим на Toto IV структурно и композиционно. Альбом Fahrenheit, увидевший свет в октябре, включает в себя джазовые композиции в духе Майлса Дейвиса, рок-н-ролльные баллады, песни в стилях поп и фанк. Большинство композиций были написаны ещё до прихода Уильямса, работа над диском велась 8 месяцев. В записи диска приняли участие приглашённые «звёзды»: сам Майлс Дейвис, основатель The Eagles Дон Хенли, певец Майкл Макдональд и саксофонист Дэвид Сэнборн.
Баллады «I’ll Be Over You» и «Without Your Love», обе с вокалом Люкатера, изданные в виде синглов, стали хитами и неплохо продавались, достигнув одиннадцатой и тридцать восьмой строчки в Billboard Hot 100 соответственно. На обе песни были сняты видеоклипы, к постановке третьего ролика, на композицию «Till the End», привлекли известную танцовщицу и хореографа Полу Абдул. Однако всё это не остановило стремительного падения интереса к творчеству Toto в Европе и США. Синглы с Fahrenheit практически обошли стороной чарты, за исключением Нидерландов, где «Without Your Love» занял шестьдесят четвёртое место, а «I’ll Be Over You» добрался до тридцать восьмой позиции. Хотя сам альбом занял седьмое место в Финляндии, в Billboard 200 он смог подняться лишь до 40 позиции. Статуса «золотого» альбом смог достичь только к октябрю 1994 года.
В это время Стив Люкатер путешествовал по Японии, где ему довелось оказаться на одной сцене с легендарными гитаристам Джеффом Беком и Карлосом Сантаной. Также он встретился с Саймоном Филлипсом — сессионщиком, который играл вместе с The Who, Майком Олфилдом и Миком Джаггером. После возвращения Люкатера Toto отправились в турне Fahrenheit World Tour.
Турне в поддержку альбома проходило в 1986 году, в это время Уильямс впервые побывал в Японии. В 1987 году коллектив покинул один из клавишников, Стив Поркаро, чтобы заниматься написанием музыки для кино и телевидения. Музыканты решили не искать ему замену и продолжили выступать впятером.
В 1988 году был издан альбом The Seventh One, спродюсированный Джорджом Мэссенбургом. Первая часть альбома содержала лёгкие поп-композиции, некоторые из которых настроением и даже названиями откровенно апеллировали к незабвенной «Rosanna» («Pamela», «Anna»). Остальную часть диска занимал более жёсткий материал, но, по мнению критиков, с одной стороны, недостаточно узнаваемый для старых фанатов, а с другой, недостаточно яркий и индивидуальный по звучанию, чтобы привлечь новых. Хотя критики к пластинке были в целом благосклонны, в США альбом практически провалился. Лишь одна композиция с него, «Pamela», попала в чарты, достигнув в Billboard Hot 100 двадцать второго места — худший результат со времён полностью провального Turn Back. Сам альбом расположился на шестьдесят четвёртом месте — худший результат для группы за всю предыдущую историю.
В то же время, новую работу Toto ждал большой успех на европейском рынке. Песни «Stop Loving You» и «Pamela» стали там хитами: так, «Stop Loving You», с бэк-вокалом Джона Андерсона из Yes, в Нидерландах и Бельгии добралась до второй строки, «Pamela» заняла восьмую строчку в Нидерландах. Альбом оказался самым успешным со времён Toto IV: он занял первое место в хит-параде Нидерландов, в Швеции, Норвегии и Швейцарии диск попал в лучшую пятёрку, а в Австрии занял девятое место.
С февраля по июль 1988 года группа находилась в турне в поддержку альбома. И вновь, находясь на вершине успеха, группа потеряла лидер-вокалиста. В 1989 году, в самый разгар тура The Seventh One Tour, Джозеф Уильямс был уволен из группы. О причинах высказываются различные мнения, но основная версия снова сводится к проблемам с тяжёлыми наркотиками, из-за которых Уильямс, будто бы, даже потерял голос.

### 1989—1992:Past to PresentиKingdom of Desire
В 1989 году Стив Люкатер выпустил дебютный сольный альбом Lukather, в записи которого участвовали Джефф Поркаро, Дэвид Пейч, Эдди Ван Хален, Ричард Маркс, Ян Хаммер, Рэнди Джексон, Стив Стивенс, Майкл Лэндау и многие другие. После ухода Уильямса в 1989 году в коллектив вернулся Бобби Кимболл, — по замыслу музыкантов именно он должен был исполнять песни, однако лейбл заставил их принять неизвестного Жана Мишеля Байрона, и уже записанный с Кимболлом материал был отклонён. Песня «Goin' Home» с вокалом Кимболла впервые появилась в 1998 году на юбилейном сборнике Toto XX. А в 1990-м вышел первый сборник лучших песен Toto под названием Past to Present, куда вошли хиты из изданных альбомов группы, а также четыре новые песни, написанные при участии Жана Мишеля Байрона и в его же исполнении.
Однако группа была не в восторге от нового вокалиста, так как они его не выбирали.
«Компания Sony хотела парочку новых песен для нашего сборника лучших хитов, и они дали нам Жана Мишеля Байрона, говоря нам, что мы обязаны с ним работать. Жан Мишель Байрон хороший вокалист и артист, но он не в нашем вкусе. R&B — это то, что он исполняет великолепно. Он пытался подражать Майклу Джексону на сцене. Нас это сводило с ума, особенно моего брата Джеффа. Жан думал, что вместе с ним Toto снова станут звёздами, но это был последний раз когда мы послушали нашу звукозаписывающую компанию».Майк Поркаро.

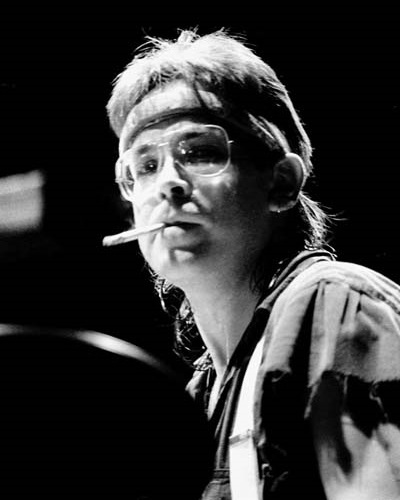
Джефф Поркаро

Сборник Past to Present занял первое место в Нидерландах, в Швеции и Норвегии он добрался до девятой позиции. Сингл «Out of Love» стал хитом в Европе, заняв семнадцатую строчку в Нидерландах, композиции «Love Has the Power» и «Can’t You Hear What I’m Saying» также были выпущены в качестве синглов. В США сборник получил статус платинового, а также был издан в форматах LD (США и Канада) и VHS (Европа). Жан Мишель Байрон покинул группу во время нового турне коллектива.
После того, как в 1991 году Toto в очередной раз остались без лидер-вокалиста, его функции взял на себя Стив Люкатер, и группа приступила к работе над девятым студийным альбомом Kingdom of Desire. Музыканты прекрасно отдавали себе отчёт, что их слушатель давно находится в Европе, именно там альбом и был издан 7 сентября 1992 года и только 11 мая следующего года — в США. Композиция «Don’t Chain My Heart» была избрана синглом, и попала в чарты Нидерландов, Швейцарии, Швеции, Норвегии, Франции. Композиция «Little Wing» — кавер-версия песни Джими Хендрикса была записана в Париже и присутствует только в японском издании альбома.
Этот альбом Toto стал последним для основателя группы и её бессменного барабанщика Джеффа Поркаро — он умер незадолго до релиза, 5 августа 1992 года в результате сердечного приступа. Было объявлено, что Джефф отравился пестицидами, которыми опрыскивал свой сад. Однако вскрытие не подтвердило эту версию, в то время как в его крови были обнаружены следы кокаина, который, согласно заключению, и стал причиной смерти. Кроме работы в Toto за свою жизнь Джефф Поркаро успел поработать с такими звёздами как: Элтон Джон, Пол Маккартни, Дон Хенли. Незадолго до смерти Джефф сотрудничал с Брюсом Спрингстином и принял участие в записи последнего альбома Dire Straits On Every Street.
Дальнейшее существование группы оказалось под вопросом. Перспектива гастролей в поддержку нового альбома без Джеффа Поркаро была настолько угнетающей, что Toto чуть не распались. Но семья Джеффа настояла на сохранении коллектива. Тогда Стив Люкатер вспомнил об английском барабанщике Саймоне Филлипсе, с которым познакомился в 1986 году в Японии и который, по воспоминаниям, нравился самому Джеффу. Филлипс стал единственным претендентом на место Джеффа Поркаро, которому было прислано приглашение, и он его принял. Toto с новым барабанщиком отправились в Kingdom of Desire Tour, посвящённый памяти основателя группы. На основе записей с этих выступлений в 1993 году был смикширован и издан первый концертный альбом Toto под названием Absolutely Live. Он включает хорошо известные к тому времени композиции группы, а также «With a Little Help from My Friends» — кавер на песню The Beatles, который, как и живые версии хитов «Africa» и «I’ll Be over You», был издан в виде сингла. Люкатер настолько освоился за микрофонной стойкой, что впоследствии критики недоумевали, почему идея сделать его основным вокалистом пришла музыкантам так поздно. Иногда Люкатера заменяли сессионные лидер- и бэк-вокалисты — когда дело доходило до хитов, знакомых фанатам в исполнении Кимболла, Фредериксона или Уильямса.
14 декабря 1992 года в Лос-Анджелесе состоялся большой концерт, также посвящённый памяти барабанщика Toto. На одной сцене Амфитеатра Universal с группой выступили: Дон Хенли, Эдди Ван Хален, Дональд Фейген, Уолтер Бекер, Боз Скэггз, Майкл Макдональд, Джеймс Ньютон Ховард, Ричард Маркс; специальным гостем программы был Джордж Харрисон. Вместе с музыкантами Toto они исполнили различные песни коллектива.
Смерть Джеффа Поркаро стала большой утратой как для его брата Майка, так и для Хенли, с которым Джефф был в хороших отношениях. Хенли позднее вспоминал, что Джефф был большим энтузиастом, который мог заставить тебя поверить, что всё, что ты творишь — важно и хорошо. Хенли вспоминал о нём как о человеке, который всегда пребывает в хорошем настроении и никогда не выглядит усталым. Фанаты предполагали, что концерт памяти Джеффа Поркаро — последний в истории группы, однако музыканты продолжили своё творчество, в том числе и в память о своём друге. Саймон Филлипс закрепился в группе, привнеся в музыку Toto более тяжёлое и ритмичное рок-н-ролльное звучание.

### 1995—1999:TambuиMindfields
В январе 1995 года был выпущен сборник лучших баллад Toto — Best Ballads. Дэвид Пейч и Стив Люкатер в буклете альбома написали, что каждая баллада имеет свою собственную историю, и что они показывают другую рок-н-ролльную сторону группы: баллады — музыка, которая отражает разные чувства и эмоции.
Группа утратила былую популярность в США, но её релизы по-прежнему пользовались хорошим спросом в Европе и Японии. 4 июля 1995 года вышла очередная студийная работа коллектива Tambu. Композиции альбома по музыкальной структуре схожи с Toto IV, и напоминают давние хиты группы, вроде «I Won’t Hold You Back». На нескольких треках наряду с голосом Люкатера звучит лидер- и бэк-вокал сессионных исполнителей Джона Джеймса и Дженни Дуглас-Макри. Эти певцы активно сотрудничали с Toto в 1990-х годах, сопровождая группу в концертных турах, как правило в качестве бэк-вокалистов, но иногда им доверяли и основные вокальные партии. Так, Дуглас-Макри исполнила композицию «Blackeye», ставшую бонус-треком к Tambu.
Журнал Billboard сообщил, что вышедший диск не для нового поколения фанатов группы, однако есть и плюсы — запоминающиеся песни вроде «If You Belong to Me», «The Road Goes On» и «Just Can’t Get to You». Дэвид Пейч сравнил Tambu с известным альбомом Beatles — Rubber Soul, так как он в чём-то схож в музыкальном стиле с последним. По всему миру было распродано 600 000 копий альбома, лучшие продажи пришлись на Францию, Норвегию и Японию.
Tambu стал первым успешным альбомом со времен Toto IV, и попал в хит-парады 7 стран, заняв наиболее высокие позиции в Швеции (пятое место), а также в Финляндии и Норвегии (шестое место). Сингл «I Will Remember» занял сорок первую строчку в Нидерландах и двадцать девятую в Швеции. Второй сингл, «The Turning Point», был выпущен только в Австрии и в чарты не попал.
После выхода диска Toto отправились в новое турне — Tambu World Tour, посетив Европу, Японию и Южную Америку с концертами. В Англии команда выступала на разогреве у Тины Тёрнер, а также устроила собственное шоу. Первую половину тура из-за болей в спине пришлось пропустить барабанщику Саймону Филлипсу, его подменял Грегг Биссонетт. Песню «Hold the Line» дуэтом исполняли Джон Джеймс и Дженни Дуглас-Макри. Турне завершилось в июле 1996 года, после его окончания группа взяла творческий перерыв, чтобы её участники продолжили сессионную работу и смогли уделить больше внимания сольным проектам. В том же 1996 году коллектив выпустил два сборника лучших хитов: Legend: The Best of Toto и двойной Greatest Hits, на котором появился ранее не издаваемый трек — «The Seventh One».
В 1997 году Toto отмечали двадцатилетие. В честь юбилея в конце 1998 года был выпущен диск Toto XX. В него вошли 13 треков, среди которых неиздававшиеся ранее демо и концертные записи. Три завершающих пластинку трека были записаны группой на концерте в Йоханнесбурге в 1998 году. Последний из них, «Africa», в сопровождении южноафриканского хора, повторно вошёл в хит-парады. В поддержку диска был выпущен сингл «Goin Home» и устроен небольшой промотур с привлечением бывших участников Toto: вокалистов Бобби Кимболла и Джозефа Уильямса, а также клавишника Стива Поркаро.
По завершении тура, через 17 лет после ухода, в коллектив вернулся Бобби Кимболл, и группа записала с ним новый альбом Mindfields, включивший в себя 14 новых песен, среди которых «Caught in the Balance», «Melanie», «Mad About You» и «After You’ve Gone». Диск был записан в «золотом» составе (за исключением двух братьев Поркаро): Дэвид Пейч (клавишные), Стив Люкатер (гитара, вокал), Майк Поркаро (бас-гитара), Саймон Филлипс (ударные) и Бобби Кимболл (вокал). Продюсировали работу сами Toto и Элиот Шейнер. Альбом вышел в Европе и Японии в марте 1999 года, Toto были номинированы на «Грэмми» в номинации Лучший дизайн неклассического альбома.
Альбом попал в чарты девяти европейских стран, наиболее высокую, пятую, позицию получив в Финляндии. Сингл «Melanie» попал в чарт Нидерландов на шестьдесят четвёртое место, а в Финляндии занял двадцатую строчку. После успеха альбома, Toto устроили турне Mindfields Tour в его поддержку, в ходе которого записали концертный альбом Livefields. В записи в качестве бэк-вокалистов приняли участие Тони Спиннер, Бадди Хьятт и Джон Джессел, последний наравне с Пейчем играл на клавишных. Двойной «живой» альбом Livefields был записан на концертах во Франции и выпущен 1 октября 1999 в Нидерландах, второй диск включает три бонус-трека. В США студийный и концертный альбомы вышли одновременно в конце ноября. В американское и японское издание Mindfields включён бонус-трек «Spanish Steps Of Rome» с вокалом Пейча. На композиции «Melanie» и «Cruel» в ходе французских концертов были сняты видеоклипы. Эти выступления группы были оценены критиками как «фантастически живые».

### 2002—2005: Двадцатипятилетие группы иThrough the Looking Glass

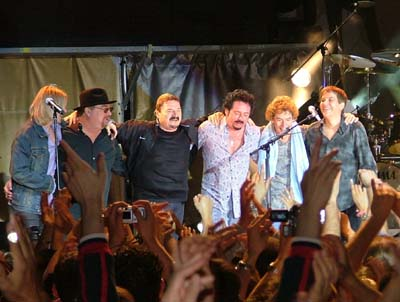
Toto в 2004 году

В 2002 году группе Toto исполнилось 25 лет. В честь этого музыканты вернулись в студию для записи альбома Through the Looking Glass, в который были включены кавер-версии песен различных исполнителей, по словам самих участников Toto, вдохновляющие их на собственное творчество. Среди песен, выбранных Toto для этого альбома, композиции таких исполнителей, как: The Beatles, Элвис Костелло, Боб Марли, Боб Дилан, Cream, Steely Dan, The Temptations, Херби Хэнкок, Стиви Уандер и Элтон Джон. Выпуском альбома занимался лейбл Capitol Records, а поступил он в продажу 21 октября в Европе и 5 ноября США. Критики благожелательно встретили альбом, отметив музыкальный вкус участников Toto, но раскритиковали пластинку за то, что в давно известные хиты группа практически не внесла ничего нового, ограничившись созданием копий, пусть и хорошего качества.
Песня Боба Марли «Could You Be Loved» была издана синглом, который однако не добился коммерческого успеха, обойдя стороной хит-парады.
Альбом также не был успешен, хотя и появился в некоторых европейских чартах, а в чарте Дании группа оказалась впервые.
Сразу после европейского релиза Through the Looking Glass, с конца октября по декабрь, команда находилась в турне 25th Anniversary Tour, посетив Европу и Юго-Восточную Азию. В качестве ещё одного сюрприза для поклонников Toto, Sony тогда же издала сборник Greatest Hits… and More на трёх CD. На сборнике присутствует новый трек — «Moodido», ранее официально не издававшийся. Третий диск альбома содержит акустические версии композиций из альбомов Absolutely Live и Livefields.
В январе 2003 года был издан сборник Love Songs, весьма одобрительно встреченный критиками, которые выразили мнение, что он стал бы лучшей коллекцией софт-рок-композиций и баллад для фанатов, если бы на нём присутствовал давний хит группы — «Hold the Line». 29 мая состоялось грандиозное выступление группы в Амстердаме, которое было заснято на видео и издано на DVD. Запись хорошо продавалась, и уже в октябре была переиздана на CD под названием Live in Amsterdam. Осенью группа гастролировала по Европе, отыграв в общей сложности перед шестьюстами тысячами фанатов. В Германии на DVD был издан видеоальбом The Ultimate Clip Collection.
В следующем, 2004 году коллектив посетил Юго-Восточную Азию, Южную Америку и Мексику, после чего вернулся в США и отыграл концерт с Honolulu Symphony Orchestra на Гавайях, а позднее — с Atlanta Symphony Orchestra в Джорджии. В сентябре Toto выступили на Tokyo Jazz Festival, вместе с Херби Хэнкоком. В том же году увидели свет два новых сборника группы — The Essential Toto и The Hits of Toto.
В 2005 году в составе группы произошли изменения — на время очередного турне клавишник Дэвид Пейч был заменён на Грега Филлингейнза, который однако после возвращения Пейча задержался и в результате вошёл в основной состав группы. На некоторое время Toto вернулись к подбору музыкантов, с которого когда-то начинали: шестеро исполнителей, среди которых лидер-вокалист и два клавишника. Грег был опытным музыкантом, хорошо трудился в студии и смотрелся на сцене, — ведь ему уже довелось поработать с такими «звёздами» как Майкл Джексон, Стиви Уандер, Куинси Джонс и Эрик Клэптон.

### 2006—2008:Falling in Betweenи распад

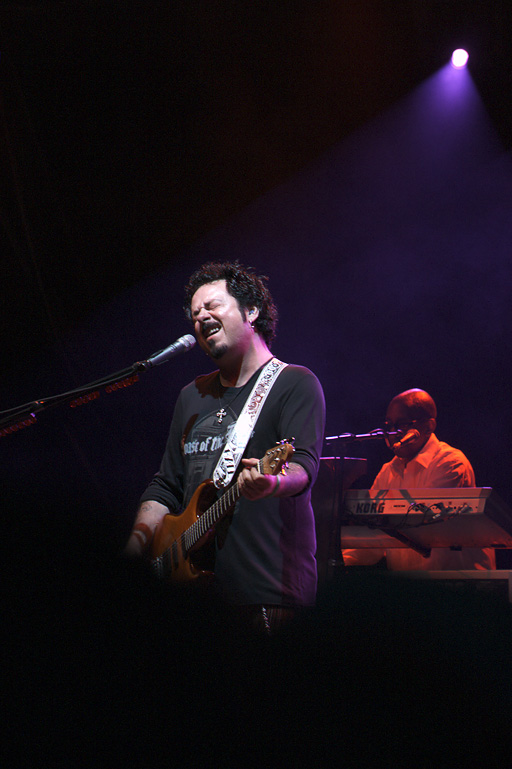
Стив Люкатер и Грег Филлингейнз в 2007 году

В феврале 2006 году группа выпустила альбом Falling in Between. Альбом был издан на независимом итальянском лейбле Frontiers Records. В записи пластинки участвовал бывший вокалист Toto Джозеф Уильямс, записавший вокал для трека «Bottom of Your Soul», а также бывший клавишник группы Стив Поркаро, в качестве сессиониста не только отработавший за синтезатором, но и предоставивший свои профессиональные услуги саунд-дизайнера. Композиция «Hooked» предоставляет возможность услышать флейту Иэна Андерсона из Jethro Tull. Среди других приглашённых музыкантов можно выделить джазового трубача Роя Харгрува, саксофониста Тома Скотта, перкуссиониста Ленни Кастро и скрипача Л. Шанкара.
В альбоме Toto продемонстрировали профессионализм, доходящий до перфекционизма, когда уже казалось, коллектив исчерпал творческие возможности — ведь нового материала группа не предъявляла 7 лет, со времени выхода Mindfields. На Falling in Between явственно слышны отклики 80-х, что особенно ярко проявилось в композиции «Dying on My Feet». Этот номер звучит как смесь Chicago и Foreigner, в основном благодаря тромбону Джеймса Пэнкоу из Chicago.
Несмотря на то, что альбомы и синглы, выпущенные в 2000-е годы не повторили успеха Toto и Toto IV, группа продолжала пользоваться популярностью в Старом Свете, и Falling in Between попал в европейские хит-парады, в том числе и в итальянский. В 2006 году группа отправилась в турне Falling In Between World Tour. У Майка диагностировали боковой амиотрофический склероз — тяжёлое неизлечимое заболевание, из-за которого его пришлось заменить на сессионного басиста Леланда «Ли» Склэра, лучшего друга Стива Люкатера.
В 2008 году группа выпустила концертный Falling in Between Live, получивший хорошую критику. Материал для альбома был записан на парижском выступлении группы в концертном зале «Зенит». Альбом включает в себя как свежие композиции, так и проверенные хиты вроде «Africa», «Rosanna» и «Hold The Line». Журналист из Звуки.ру — Дмитрий Бебенин назвал его отличным альбомом с массой первоклассных околоджазовых импровизаций, добавив что, он является «лекарством для восстановления душевного равновесия и веры в старых рокеров». По мнению Бебенина, это «редкий случай, когда американцы способны нокаутировать англичан на ринге серьёзной взрослой музыки».. Кроме издания на CD, доступна видеоверсия альбома в формате Blu-ray.
В интервью Стив Люкатер сообщил, что альбом Falling in Between назван так, потому что команда уже не молода, хотя и не слишком стара, и предположил, что тур по США, проведённый в 2007 году, станет последним в истории группы. В июне 2008 года Люкатер объявил, что распускает коллектив на правах единственного постоянного участника группы на протяжении 31 года её существования. Среди причин он назвал отсутствие взаимопонимания между участниками состава, уже не имевшего ничего общего с классическим Toto ни по именам музыкантов, ни по объединяющим их идеалам, которых просто не осталось. Ещё одной проблемой Люкатер назвал кабальное соглашение с лейблом, который не выпускал их релизы, но с которым музыканты не могли разорвать отношения. Не менее важной причиной роспуска группы стало ощущение невостребованности:
Я больше не могу просто так выходить и играть „Hold the Line“. Мы записали этот трек когда мне было 19, а сейчас мне 50. Мне очень сложно играть на сцене с участниками и продолжать улыбаться, зная, что Америке наплевать на нас. Единственное, ради чего мы так долго играем — это музыка, но мы уже не та группа одноклассников, которые основали её в 70-х годах. Раньше наши взгляды на жизнь и вещи были общими, а теперь это единство пропало. Я просто больше не могу обманывать себя и должен признаться, что работа в Toto не приносит мне никакой радости. Как постоянный член коллектива, я решил распустить группу, чтобы начать всё с чистого листа.Стив Люкатер.

### 2010—2017: Возрождение Toto, уход Саймона Филлипса, Toto XIV,смерть Майкла Поркаро
После роспуска группы музыканты Toto занялись другими проектами. В октябре 2009 основатели группы были введены в Зал Музыкальной Славы. На церемонии присутствовали Стив Люкатер, Дэвид Пейч, Стив Поркаро и Дэвид Хангейт, а также члены семей Джеффа и Майка Поркаро. Болезнь Майка приковала его к инвалидному креслу.
В январе 2010 года Стив Люкатер записал свой очередной сольный альбом All’s Well That Ends Well. В феврале Люкатер объявил о воссоздании Toto, для проведения небольшого европейского тура в поддержку Майка Поркаро и его семьи. Тур состоялся летом и начался в Германии. В обновлённый состав вошли Стив Люкатер, Дэвид Пейч, Саймон Филлипс, Стив Поркаро и Джозеф Уильямс. Вместо Майка Поркаро выступал приглашённый басист Натан Ист. Также к группе присоединился бэк-вокалист Мабвуто Карпентер. Осенью Люкатер дал понять, что группа возрождена и на следующий год вновь запланировано турне:
У Майка проблемы со здоровьем, и некоторые из нас соскучились друг по другу, по настоящим школьным друзьям (да, включая Джо!!) и решили собраться снова ради нужного дела.

Люди хотят слышать наши хиты такими, как они были записаны, у Джо на все 100 % восстановился голос, и я счастлив видеть его на сцене во всей мощи, с поддержкой сильного бэк-вокала, и я рад видеть, что Пейч вместе со Стивом Поркаро выдают тот самый клавишный саунд, что Саймон вернулся и что, поскольку Ли оказался занят, его заменил наш старый друг Нат Ист. Всё так здорово и удачно сложилось, что мы подумали «Хм, может, у нас и получится зажечь ещё несколько раз», собрать какие-то деньги и всё такое… доставить удовольствие нескольким самым стойким фанатам. У нас всех есть собственная карьера вне группы, мы все очень заняты, не говоря о семьях и т. д.. Никто из нас не хочет писать новую музыку, и уж точно мы не собираемся делать альбом. Возможно, когда-нибудь потом, но не в ближайшее время. Я весь год буду на гастролях, билеты все распроданы, мои записи продаются лучше, чем когда-либо, и я не хочу опять валить всё в кучу, и у всех остальных всё то же самое, все заняты и успешны… что в этом такого? Никаких подвохов тут нет.Стив Люкатер
В мае 2011 года был выпущен очередной сборник лучших песен Toto In the Blink of an Eye, а в следующем месяце группа отправилась в турне в его поддержку. Впервые с 1997 года коллектив сопровождала вокалистка Дженни Дуглас-Макри. Группа посетила Японию, Европу и Южную Америку. Концерт 2010 года в Копенгагене и 2011 года в Вероне были записаны на видео, но до сих пор не изданы, из-за разногласий с лейблом.
В начале 2012 года группа подала иск на компанию Sony BMG из-за того, что та отказалась заплатить группе 50 процентов за продвижение их хита «Africa» на ITunes. Летом Стив Люкатер отправился в турне группы Ринго Старра All Starr Band вместе с Тоддом Рундгреном, Ричардом Пейджом и Грегом Роли из Journey. В конце июля 2012 года началось очередное турне Toto, на этот раз только по Европе, которое продолжалось до конца лета. В сентябре 2012 года Пейч рассказал о болезни Майка Поркаро и пообещал, что Toto и впредь всячески будут помогать Майку и его семье.

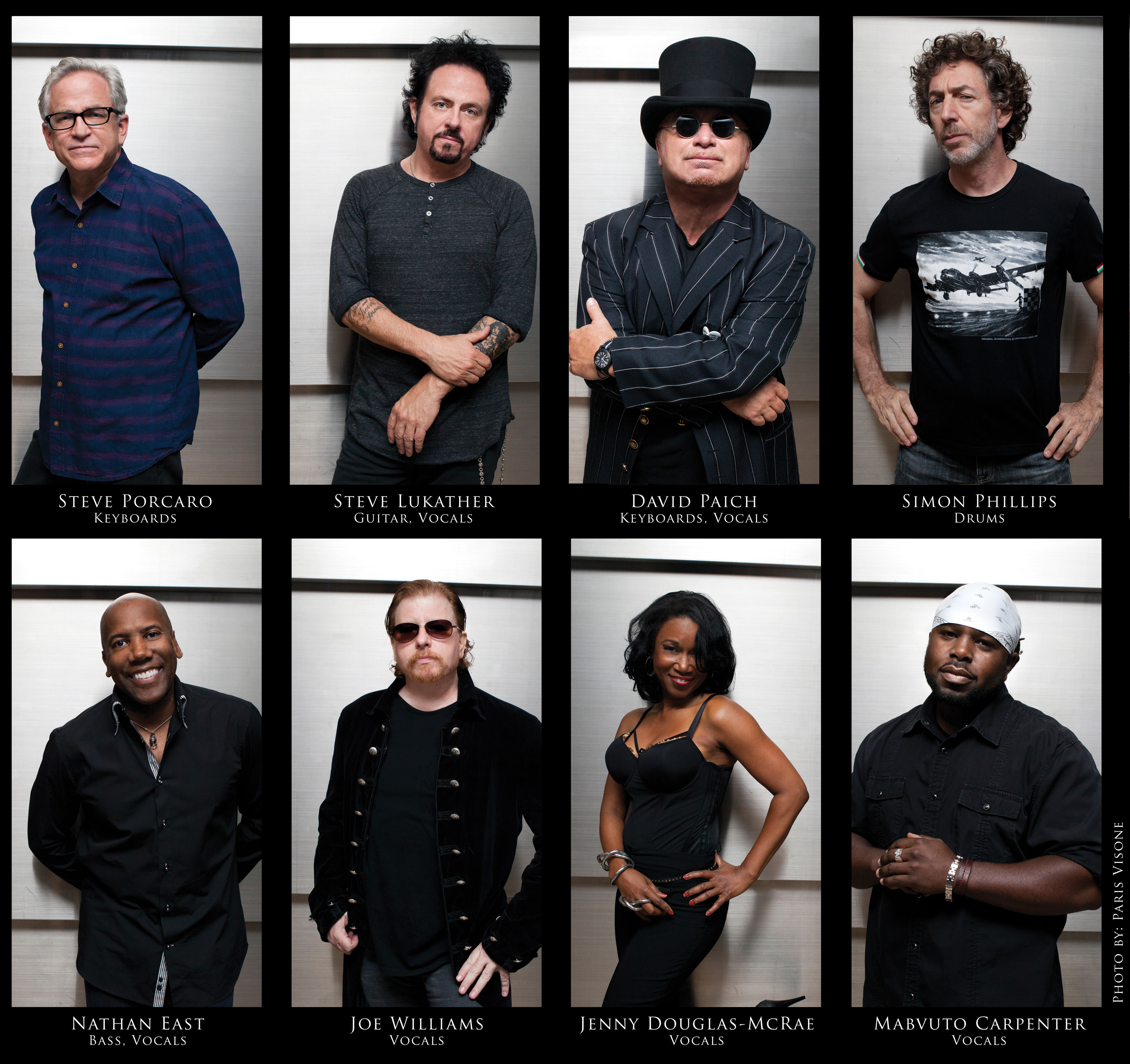
Концертирующий состав Toto в 2012 году

В 2013 году Toto празднуют тридцатипятилетие своего пребывания на сцене, на лето вновь запланированы концерты в Европе. В ноябре того же года Дэвид Пейч на своей странице в социальной сети Facebook объявил, что он работает над новым альбомом коллектива. Также будет издан альбом Live In Poland на Eagle Rock в форматах CD, DVD и Blu-ray.
В 2014 году Саймон Филлипс покинул группу ради продолжения своей сольной карьеры (по неофициальным данным, уход Саймона вызван финансовыми разногласиями с менеджментом Toto), на смену ему пришёл Кит Карлок. Позже 29 марта было объявлено, что первоначальный бас-гитарист Дэвид Хангейт возвращается в группу для будущих выступлений летом и осенью 2014 года.
15 марта 2015 года, бас-гитарист Майк Поркаро умер во сне от осложнений болезни, в своём доме в Лос-Анджелесе.
6 апреля 2015 года Toto объявили, что с августа по сентябрь 2015 года они отправятся вместе с ветеранами прогрессивного рока группой Yes в совместное летнее турне по Северной Америке, завершившееся 12 сентября 2015 года в Кокуитламе, Британская Колумбия. Дэйв Сантос продолжил играть на басу, вместо Дэйва Хангейта в последние три дня тура 2015 года, а Шеннон Форрест остался выступать в качестве барабанщика группы.
29 сентября 2015 года Toto анонсировали первый этап своего тура 2016 года в поддержку альбома Toto XIV, состоящего из европейских и японских дат. Лиланд Скляр, который уже играл в составе Toto в турах 2007 и 2008 годов, снова вернулся в группу, заменив основателя Хангейта, однако покинул её в начале 2017 года, чтобы продолжить работу с Филом Коллинзом, и был заменен басистом Шемом фон Шрёком, который ранее работал с Кенни Логгинсом.

### 2018—2019: 40-летие Toto,40 Trips Around The Sunи второй распад
9 февраля 2018 года, Toto выпустила свой юбилейный сборник 40 Trips Around The Sun и отправились в мировое турне в его поддержку, в течение которого было заснято концертное видео 40 Tours Around The Sun в Амстердамском концертном зале Ziggo Dome.
20 июля 2018 года стало известно, что: «Дэвид Пэйч не будет выступать в запланированном туре группы по Северной Америке. Он планирует сосредоточиться на своем здоровье и надеется вернуться в дорогу, когда будет к этому готов... » Он был заменен клавишником, Домиником «Ксавье» Талпиным, ранее работавшим с Принсом.
18 сентября 2018 года гитарист Стив Люкатер выпустил свою автобиографию «The Gospel According to Luke» (рус. «Евангелие от Луки»), юмористический обзор его жизни в музыке.
Летний европейский тур 2019 года Toto частично выступают при поддержке группы ZFG, в состав которой входят «дети Toto» — гитарист Тревор Люкатер (сын Стива Люкатера) и басист Сэмуэль Поркаро (сын Майка Поркаро).
16 октября 2019 года Стив Люкатер заявил, что после финального выступления в Филадельфии 20 октября будет «конец этой конфигурации Toto». Дэвид Пэйч ещё раз специально появился на финальном шоу в Филадельфии, чтобы снова исполнить «Africa» и «Home of the Brave».

### 2020 — настоящее: Dogz of Oz Tour
19 октября 2020 года было объявлено, что Стив Люкатер и Джозеф Уильямс вернутся к гастролям под названием группы в рамках предполагаемого мирового турне в 2021 году, известного как Dogz of Oz Tour. В новый состав группы войдут басист Джон Пирс (Huey Lewis and the News),  барабанщик Роберт «Sput» Сирайт  (Ghost-Note и Snarky Puppy), клавишники Доминик «Ксавье» Талпин (Принс и Ghost-Note) и Стив Маггиора (Robert Jon & The Wreck),  а также мультиинструменталист Уоррен Хэм.  Тур должен был начаться 21 ноября 2020 года с прямой трансляции по всему миру, во время которой Дэвид Пэйч выступил с группой на последних двух песнях.  12 апреля 2021 года группа объявила, что мировой тур Dogz of Oz World Tour будет перенесён на 2022 год.
14 апреля 2021 года группа объявила о выпуске нового концертного альбома, With A Little Help From My Friends, через Mascot Label Group/The Players Club. Выпущенный 25 июня альбом содержит трансляцию выступления за ноябрь 2020 года и предшествовал выпуск двух синглов, исполненных вживую «Til The End» и «You Are The Flower». 28 июня 2021 года Люкатер заявил, что группа не планирует записывать в будущем студийные альбомы, хотя он открыт для работы с Уильямсом над сольными проектами.
2022 год Toto начали с турне по 40 городам по основным баскетбольным и хоккейным аренам США, выступив на разогреве у Journey. Дэвид Пэйч присоединился к Toto для последних четырёх песен (Home of the Brave, With a Little Help From My Friends, Rosanna и Africa) в нескольких выступлениях. Он также присоединился к группе на европейском этапе тура на концерте в Амстердаме 15 июля 2022 года.  16 августа 2022 года Грег Филлингейнз вернулся в состав Toto впервые после тура Falling In Between в 2007 году, заменяя регулярно гастролирующего клавишника Доминика «Ксавьера» Таплина, который был вынужден вернуться домой посреди европейского этапа по семейным обстоятельствам. Однако пребывание Филлингейнза в группе было лишь временным, поскольку Таплин вернулся в группу 23 августа 2022 года для их выступления в Люксембурге.
В начале 2023 года Toto снова отправились в турне с Journey, а летом дали несколько самостоятельных концертов в Японии. В ноябре и декабре группа (но фактически только Лукатер и Уилламс) выступила в Бельгии и Германии на фестивале Night of the Proms 2023, начавшемся в Антверпене.
25 сентября 2023 года было объявлено, что Toto и Journey третий год подряд отправятся в турне по Северной Америке, концерты запланированы на февраль-апрель 2024 года.
В январе 2024 года Toto объявили на Facebook о возвращении клавишника Грег Филлингейнза и барабанщика Шеннона Форреста в преддверии юбилейного тура «Dogz of Oz», посвященного пятидесятилетию группы, в 2024 году, заменив Таплина и Сирайта. 5 июня 2024 года было объявлено, что Деннис Атлас станет новым вторым клавишником для их предстоящих туров, заменив клавишника и вокалиста Стива Маггиору.

## Стиль, влияние, отзывы критиков и других музыкантов
Участники группы Pendulum в интервью заявили, что они любят прогрессивный рок, в частности творчество Toto за их «безупречное исполнение и гениальный для 80-х продакшн». Американский продюсер и музыкант Сонни Бонно в интервью журналу Spy признался, что Toto является его любимым коллективом.
Журналист портала Звуки.ру причисляет Toto к прог-роковым коллективам 1970-х годов, которые начали играть поп в 80-х, и сравнивает стиль группы с Journey и Styx, которые, также как и Toto, исполняли мелодичный арт-рок с джазовыми элементами; по словам обозревателя, слово «мелодичный» очень кстати, так как со временем мелодии вышли на первый план, а арт-роковые номера добавили в стиль группы «некую пышность».
Дебютный одноимённый альбом группы был отрицательно оценён музыкальными критиками, однако они признали, что Toto оказали существенное влияние на музыку 70-х.
Знаменитый хит Toto «Africa» был перепет многими исполнителями, в том числе коллективом Low. Однако критики не всегда положительно отзывались об этом треке. Радиостанция BBC 6 Music включила её в список претендентов на «звание» поп-песни с худшим текстом, который посчитали непонятным. И хотя она не стала самой худшей композицией, её включили в список на шестое место. Элементы песни использовали в своих дорожках многие хип-хоп исполнители, например: Xzibit в композиции «Heart of Man» и Ja Rule в «Murder Reigns». Джоджо использовала семпл из трека «Africa» в композиции «Anything», вокальная структура которой также напоминает «Africa». Диджей Роджер Санчес использовал семпл из песни Toto «I Won’t Hold You Back» на своём треке «Another Chance», который стал хитом номер один в Великобритании.
Джон Пэрелис из газеты New York Times отметил, что у участников коллектива есть хороший опыт работы в студии, а их композиции звучат уверенно и по-коммерчески. Песни коллектива в 80-х годах звучали грандиозно, так как группа использовала клавишные и гармоничные вокалы в стиле Styx, а гитарные партии напоминали группу Bad Company. Критик сравнивает вокал Стива Люкатера, который стал вокалистом после ухода Бобби Кимболла, с Полом Роджерсом из Bad Company и Билли Джоэлом. Бэк-вокал исполнялся участниками коллектива на высокой ноте, а игра клавишника Дэвида Пейча сравнивается с аккордами Белы Барток. Другие критики также считали, что группа пишет хорошую музыку, и называли Toto «приятной», но «безликой» группой. Rolling Stone отрицательно оценивал творчество коллектива, назвав его «группой без мозгов». Критик Майк Зверин из New York Times причислил группу к поп-рок-коллективам. Сами же участники группы сказали, что они не хэви-метал, не фьюжн, не рэгги, не кантри и не софт-рок, но признаются, что они всё это проиграли.
Алун Уильямс из About.com назвал группу «чрезвычайно талантливой», а альбомы Fahrenheit и The Seventh One великолепными, также оценив вокальные способности преемника Бобби Кимболла — Джозефа Уильямса; Livefields оценивается критиком как «восхитительная работа команды». По мнению Уильямса, на сцене Toto не такие как Foreigner, Journey и Styx, и хотя некоторые поклонники группы думают, что Toto способны писать только баллады, однако это совсем не так.
Композиция Kino «Room for Two» из их альбома Picture часто сравнивается с музыкой группы из-за слишком похожих гитарных риффов.
В альбоме группы Yeasayer Odd Blood можно легко заметить подражание Toto в треке Madder Red, кроме того Toto повлияли на Mylo и Chromeo. Индонезийская кантри-группа Dewa 19 также признаёт, что наряду с группами Queen и U2 Toto оказали большое влияние на их творчество.
Журнал Billboard назвал участников группы «самыми востребованными сессионщиками», позже Стив Поркаро сам начал называть всех студийными сессионщиками.